# Laphroaig
Laphroaig (izgovorjava la-frojg) je škotski single malt viski, ki ga kuhajo v istoimenski destilarni na otoku Isley ob zahodni obali Škotske.

## Zgodovina destilarne
Ime Laphroaig v dobesednem prevodu pomeni čudovita uvala v širokem zalivu. Destilarno sta leta 1815 ustanovila brata Alex in Donald Johnston, njuni potomci pa so posle vodili vse do leta 1854, ko so destilarno prodali drugi vplivni družini na otoku, družini Hunter. Zadnji lastnik, Ian Hunter, ki ni imel otrok je leta 1954 destilarno zapustil enemu svojih glavnih poslovodij, Bessieju Williamsu.
V šestdesetihletih 20. stoletja je bila destilarna znova prodana, tokrat podjetju Long John International, ki je kasneje postalo del koncerna Allied Domecq. Allied Domecq pa je leta 2005 kupil drug koncern, Fortune Brands.

## Okus
Laphroaig velja za enega najbolj okusnih škotskih viskijev z visoko vsebnostjo fenolov in rahlim vonjem po šoti ter morski travi. Vonj po dimu in šoti dodatno dopolnjuje cvetico tega viskija, ki je edini, ki nosi pečat Princa Charlesa. 15 letni Laphroaig naj bi bil najljubši viski britanskega prestolonaslednika.
V letu 2005 so začeli desetletni viski polniti v steklenice z alkoholno stopnjo 40 %, medtem, ko so do tega leta polnili ta viski s 43 % volumenskih delov alkohola.

## Polnitve
- 10 Year old
- Quarter Cask
- 15 Year old
- 30 Year old
- 40 Year old
- 13 Year old - posebna polnitev v letu 2006